# Dantons Tod (1977)
Dantons Tod ist die 1977 geschaffene Studioaufzeichnung des Fernsehens der DDR einer Inszenierung von Fritz Bornemann nach einem Drama von Georg Büchner aus dem Jahr 1835.

## Produktion
In der Berliner Zeitung äußerte sich der Regisseur Fritz Bornemann zur Konzeption: „Ein Ansatzpunkt war für uns Büchners Verhältnis zum vierten Stand. Also das Handeln der Helden, gesehen von unten, von den Volksmassen aus. Wir haben versucht, mit den Mitteln des Mediums Fernsehen die Volksszenen als ständige Bezugsebene stark herauszustreichen.“
Die Erstausstrahlung erfolgte im 1. Programm des Fernsehens der DDR am 27. März 1977.

## Auszeichnungen
- 1978: Sonderpreis auf dem 6. Internationalen Festival der Fernsehtheater in Plowdiw[2]

## Kritik
„Es ist Fritz Bornemann und seinem Kollektiv für einen großen Fernsehabend zu danken. Er dürfte kein geringer Anstoß sein, sich weiter mit Danton, sich weiter mit Büchner zu beschäftigen. Das kann uns bei der Erschließung des Erbes nur nützen, und was uns Büchner durch den Mund der Helden der Französischen Revolution über Haltungen zur Revolution mitteilt, ist so zeitfern nicht, dass es nicht im Zeit-Sinne in dieser Welt noch aktuell sein könnte: Danton und kein Ende.“

„Solters Danton steigert sich — auch in den Momenten sinnlicher Lebensbejahung — in eine Art Fatalismus, in den er verliebt zu sein scheint wie in eine neue Religion; ein gewesener Revolutionär, der zum Komödianten seiner selbst wird und dem Tribunal eine Vorstellung in gestikulierender Rhetorik bietet; ein Danton, der sich selber flieht und doch der Gelassenheit entbehrt, sich kühl-wägend neben sich selbst zu stellen.“